# Шофрановка
Шофрановка (рум. Şofranovca) — село в Кантемірському районі Молдови. Входить до складу комуни з адміністративним центром у селі Києту. 
Населення становить 89 осіб.